# Vl. Gakov
Vl. Gakov Вл. Гаков (írói álnév, eredeti neve Mihail Andrejevics Kovalcsuk, Михаи́л Андре́евич Ковальчу́к) (Kazany, 1951. február 8. –) orosz újságíró, tudományos-fantasztikus fordító, kritikus.

## Élete
Elméleti fizikát tanult a Moszkvai Állami Egyetemen, ahol az egyetem tudományos-fantasztikus klubját vezette. Tanulmányai után fizikai kutatóintézetekben dolgozott, valamint a Наука и религия (Tudomány és Vallás) című tudományos ateista folyóirat egyik szerkesztője volt. Tagja volt a Szovjet Írószövetség  kalandirodalmi osztályának. 1984 és 1990 közt a Szovjet Újságírószövetség tagja, 1989-től hivatásos író.
1990-ben a michigani Mount Pleasantben található Central Michigan Universityn tudományos-fantasztikus irodalomról tartott előadásokat. Hazatérte után két moszkvai egyetemen is hasonló előadásokat adott elő. A Vlagyimir Gakov írói álnevet eleinte három szerző használta, az álnevet saját neveik betűiből állították össze: Vlagyimir Gopman, Andrej Gavrilov és Mihail Kovalcsuk, végül azonban csak Mihail Kovalcsuk maradt aki e nevet használta, ő az álnevet Vl. Gakovra rövidítette.
Első tudományos-fantasztikus kritikai munkája 1976-ban jelent meg, ez Ray Bradbury R Is for Rocket (R, mint rakéta) című gyűjteményéről szólt, címe Два „штриха“ к знакомому портрету. Ő szerkesztette a szovjet vonatkozású cikkeket a Peter Nicholls által szerkesztett The Encyclopedia of Science Fiction című enciklopédiába. 
Könyveit számos nyelvre lefordították, megjelentek Amerikában, Németországban, Svédországban, stb. Cikkek és recenziók százait publikálta, amelyben a sci-fi történetével és egyes vonatkozásaival, valamint egyes szerzők műveivel foglalkoznak. Szerkesztésében jelent meg az egyetlen orosz sci-fi enciklopédia, az Энциклопедия фантастики. Кто есть кто (1995), amelyben a legtöbb cikket ő maga írta. Számos idegen nyelvű cikket fordított oroszra.

## Magyarul megjelent művei
- A hullám taraján (elméleti írás, Galaktika 34., 1979)
- A „vidéki” fantasztikus irodalom (elméleti írás, Galaktika 39., 1980)
- Űrbéli és földi pályák… (elméleti írás, Galaktika 67., 1986)
- A szovjet fantasztikus irodalom újdonságai (elméleti írás, Galaktika 76., 1987)

## Fordítás
- Ez a szócikk részben vagy egészben  a(z)   Вл. Гаков című orosz Wikipédia-szócikk ezen változatának fordításán alapul.  Az eredeti cikk szerkesztőit annak laptörténete sorolja fel. Ez a jelzés csupán a megfogalmazás eredetét és a szerzői jogokat jelzi, nem szolgál a cikkben szereplő információk forrásmegjelöléseként.